# Andros
För andra betydelser, se Andros (olika betydelser).
Andros (grekiska: Άνδρος, även Andro) är en ö i Grekland. Det är den nordligaste ön i Kykladerna, och ligger ungefär 10 kilometer sydost om Euboea och ungefär 3 kilometer norr om Tinos. Den är 380 km² stor, nästan 40 kilometer lång, och som mest 16 kilometer bred. Dess yta är bergig, med många blomstrande dalar. Huvudstaden ligger på öns ostkust och heter också Andros. Huvudstaden hade år 1900 omkring 2 000 invånare, samma år hade ön 18 000 invånare. 1991 års folkräkning visade att öns befolkning minskat till 8 781 invånare, en annan undersökning från 1992 visar en befolkning på 10 500, men huvudstaden har fortfarande 2 000.

## Historia
Öns första befolkning utgjordes av pelasger och joner. Redan 550 f.Kr. tycks ön ha uppnått en viss makt och utsände vid denna tid åtskilliga kolonier. Från atenarnas välde övergick Andros till romarnas och tillhörde sedan det östromerska riket, men fick 1207, efter grundläggandet av det latinska kejsardömet, en egen furste i den venezianske adelsmannen Marino Dandolo. Det stod därefter dels under egna furstar, dels under venezianska ståthållare, till dess det 1566 kom under turkarnas välde.